# Gabriele Benton
Gabriele Benton (* 5. Mai 1903 als Gabriele Ottilie Johanna Munk in Wien; † 24. Dezember 1989 in Los Angeles) war eine österreichisch-US-amerikanische Romanistin.

## Leben
Benton studierte Germanistik an der Universität Wien und promovierte 1926 mit einer Arbeit über Siegfried Lipiner. Sie unterrichtete von 1931 bis 1938 an einem Wiener Gymnasium und emigrierte nach dem „Anschluss“ aus politischen Gründen, zuerst nach England, dann in die Vereinigten Staaten, wo sie 1939 eingebürgert wurde.
In den Vereinigten Staaten arbeitete sie als Romanistin, zunächst 1941 bis 1942 am Western College for Women in Oxford, Ohio, von 1942 bis 1947 an der Rockford University, von 1947 bis 1952 an der University of Southern California und schließlich ab 1952 am Occidental College in Los Angeles, wo sie 1968 emeritiert wurde. In den Jahren 1956 und 1958 war sie auch als Gastprofessorin an der Universität Innsbruck tätig.
Schwerpunkt ihrer Arbeit war die südamerikanische Literatur, ab den 1950ern unternahm sie mehrere Forschungsreisen nach Mexiko.

### Familie
Benton stammte aus einer katholischen, antifaschistischen Familie. Ihre Mutter Gabriele Munk (geb. Pollak) hörte „Feindsender“ und war an der Verbreitung eines Spottgedichtes beteiligt. Sie wurde zu vier Jahren Zuchthaus verurteilt und starb 1942 in Auschwitz. Ihr Vater war der Jurist und Beamte Hans Munk (1861–1931).
Sie war zwischen 1924 und 1938 mit dem Physiker Otto Březina (1900–1981) verheiratet, ab 1947 mit Karl Benton (vor der Emigration Bettelheim, 1887–1960).